# Concord, New Hampshire
Để xem các địa danh khác cùng tên, xem Concord.
Concord là thủ phủ tiểu bang New Hampshire ở Hoa Kỳ. Đây cũng là thủ phủ quận Quận Merrimack. Theo cuộc điều tra dân số năm 2000, dân số thành phố này là 40.687 người. Tháng 7 năm 2006, thành phố này có dân số ước 42.378 người.
Concord bao gồm các làng Penacook, East Concord và West Concord. Thành phố có Trung tâm Luật Franklin Pierce, trường luật duy nhất của New Hampshire; Trường St. Paul, một trường dự bị tư thục; Viện Kỹ thuật New Hampshire, một trường cao đẳng cộng đồng 2 năm; và Giàn nhạc Giao hưởng Bang Granite.